# FC Porto vs. SL Benfica (hóquei em patins)
FC Porto versus SL Benfica envolve os dois clubes portugueses com maior historial da modalidade.

## Estatísticas
Listagem do confronto direto nos jogos entre FC Porto e SL Benfica em competições oficiais a nível nacional e a nível internacional.
| Competição                    | J   | V FCP | E  | V SLB |
| ----------------------------- | --- | ----- | -- | ----- |
| Campeonato do Mundo de Clubes | 1   | 0     | 1  | 0     |
| Liga dos Campeões             | 13  | 8     | 3  | 2     |
| Taça das Taças                | 2   | 1     | 1  | 0     |
| Campeonato Nacional           | 122 | 56    | 26 | 44    |
| Campeonato Metropolitano      | 8   | 1     | 1  | 6     |
| Taça de Portugal              | 24  | 13    | 1  | 11    |
| Supertaça Nacional            | 14  | 5     | 4  | 4     |
| TOTAL GERAL                   | 186 | 84    | 37 | 67    |

| Competições Internacionais | FC Porto | SL Benfica |
| -------------------------- | -------- | ---------- |
| Taça Intercontinental      | 1        | 2          |
| Liga dos Campeões          | 3        | 2          |
| Taça WSE                   | 2        | 2          |
| Taça das Taças             | 2        | -          |
| Torneio Cidade de Vigo     | -        | 1          |
| Taça das Nações            | -        | 1          |
| Taça Continental           | 2        | 3          |
| Total Internacional        | 10       | 11         |
| Competições Nacionais      | FC Porto | SL Benfica |
| Campeonato Nacional        | 24       | 24         |
| Campeonato Metropolitano   | 1        | 5          |
| Taça de Portugal           | 18       | 15         |
| Elite Cup                  | 1        | -          |
| Supertaça Nacional         | 23       | 9          |
| Total Nacional             | 67       | 53         |
| Total Global               | 77       | 64         |